# Nova Segóvia (departamento)
Nova Segóvia (em castelhano: Nueva Segovia) é um departamento da Nicarágua, sua  capital é a cidade de Ocotal.

## Municípios
1. Ciudad Antigua
2. Dipilto
3. El Jícaro
4. Jalapa
5. Macuelizo
6. Mozonte
7. Murra
8. Ocotal
9. Quilalí
10. San Fernando
11. Santa María
12. Wiwilí de Nueva Segovia